# Медошевац (Лазаревац)
Медошевац је насеље у градској општини Лазаревац у граду Београду. Према попису из 2022. било је 503 становника.

## Историја
Медошевац се налази североисточно од Лазаревца. За време аустријске владавине ово се насеље помиње као насељено место под именом Medoschevaz (1718-39. г.). Помиње се касније у арачки списковима. Године 1818. Медошевац је припадао Кнежини Гошњића и имао је 20 кућа, а 1822. године је припадао Кнежини Станоевића и имао 176 кућа са 838 становника.
У старије породице убрајају се: Миољћићи и Суботићи (Кумрићи)старином из Сјенице; Воjиновићи и Тошићи чији су преци дошли из Херцеговине; Терзићи, Милутиновићи, Јакетићи и Гавриловићи (Јосиповићи) старином из Босне итд. (подаци крајем 1921. године).

## Положај села
Медошевац је на побрђу између неколико сеоских потока, који се сливају у Пештан. Дубоки Поток дели га скоро на две једнаке половине. Ипак је већи део насеља на страни према Вреоцима. Насеље је мањег разбијеног типа и дели се на ове крајеве: Каленић до Зеока, Крстељац, у коме има Цигана, Средњи Крај, у коме је општинска судница и школа и Скућин Крај према Вреоцима.

## Воде
Село је оскудно водом. Има само један извор Јасеновац у пољу. Вода за пиће и остале домаће потребе употребљава са са бунара („ђермова“), а стока се напаја на Церову Потоку, који је на граници Медошевца и Вреоца, и на два безимена потока који лети пресушују. Највећа је вода Пештан, која је на граници према Зеокама, Бурову и Шопићу. Пештан прима притоку Јаругу, која тече кроз сеоски потес и даље за Вреоце. У Јаругу утиче Сакуљанска Река, а у њу утичу Церов Поток и Дубоки Поток.

## Земље и шуме
Њиве су на местима која се зову: Бољетин, Превале, Ливаде, Честе, Сегедин, Кључеви, Лучице, Луг, Липово, Орнице, Волујак (брдо) до Јунковаца, Липово Брдо до Зеока и Брдо. Има њива које се називају по рекама и потоцима. Шума је у планини и она је издељена.

## Старине у селу
На месту Црквинама има старих камених надгробних плоча, за које се казује да су остале од Маџара. Од цркве нема никаквог трага.

## Име селу
Старо насеље Медошевац засновано је у средини села. На том месту била је „пустара“, обрасла „грмењем“ (грмовима). У шуми је било доста шупљих грмова, из којих је капао мед дивљих пчела, Медошевац, па се касније насеље назове тим именом. По другом саопштењу на том месту биле су ливаде са травом „медљиком“, која се међу прстима лепи као мед, па је село добило назив по имену те траве. Насеље се постепено, готово кружно, ширило, а у новије време се спушта према потоку Јарузи. На овај начин се избегава „тескоба“ између кућа.

## Подаци о селу
Данашње гробље је на коси испод села. У потесу овог села откривене су наслаге мрког (ја бих рекао лигнита, оп. Милодан) угља. Литија се носи на дан Пророка Јеремије а заветни дан („бденије“) је Св. Илија.
У повељи деспота Ђурђа, која је писана 1428. године, помиње се село Медојева Река. Као насеље унето је у Ебшелвицову карту, па се затим помиње по архивским подацима 1811. године. Оно је имало 1818. године 20 кућа а 1844. године било је у њему 32 куће са 238 становника. Данас у Медошевцу има 21 род са 185 кућа и 4 циганска рода са 104 куће.

## Демографија
У насељу Медошевац живи 697 пунолетних становника, а просечна старост становништва износи 37,3 година (36,9 код мушкараца и 37,7 код жена). У насељу има 299 домаћинстава, а просечан број чланова по домаћинству је 3,09.
Ово насеље је великим делом насељено Србима (према попису из 2002. године).
|  |

| Демографија | Демографија | Демографија |
| Година      | Становника  | Становника  |
| ----------- | ----------- | ----------- |
| 1948.       | 1.292       |             |
| 1953.       | 1.376       |             |
| 1961.       | 1.548       |             |
| 1971.       | 1.725       |             |
| 1981.       | 1.846       |             |
| 1991.       | 1.095       | 1.084       |
| 2002.       | 925         | 962         |

| Етнички састав према попису из 2002.‍ | Етнички састав према попису из 2002.‍ | Етнички састав према попису из 2002.‍ | Етнички састав према попису из 2002.‍ | Етнички састав према попису из 2002.‍ |
| ------------------------------------ | ------------------------------------ | ------------------------------------ | ------------------------------------ | ------------------------------------ |
|                                      |                                      |                                      |                                      |                                      |
| Срби                                 | Срби                                 |                                      | 845                                  | 91,35%                               |
| Роми                                 | Роми                                 |                                      | 60                                   | 6,48%                                |
| Југословени                          | Југословени                          |                                      | 2                                    | 0,21%                                |
| Буњевци                              | Буњевци                              |                                      | 1                                    | 0,10%                                |
| непознато                            | непознато                            |                                      | 15                                   | 1,62%                                |

| Година пописа     | 1948. | 1953. | 1961. | 1971. | 1981. | 1991. | 2002. |
| ----------------- | ----- | ----- | ----- | ----- | ----- | ----- | ----- |
| Број домаћинстава | 275   | 303   | 364   | 435   | 515   | 362   | 299   |

| Број чланова      | 1  | 2  | 3  | 4  | 5  | 6  | 7 | 8 | 9 | 10 и више | Просек |
| ----------------- | -- | -- | -- | -- | -- | -- | - | - | - | --------- | ------ |
| Број домаћинстава | 59 | 69 | 51 | 62 | 34 | 18 | 3 | 0 | 2 | 1         | 3,09   |

| Пол    | Укупно | Неожењен/Неудата | Ожењен/Удата | Удовац/Удовица | Разведен/Разведена | Непознато |
| ------ | ------ | ---------------- | ------------ | -------------- | ------------------ | --------- |
| Мушки  | 379    | 107              | 246          | 17             | 7                  | 2         |
| Женски | 355    | 47               | 240          | 53             | 14                 | 1         |
| УКУПНО | 734    | 154              | 486          | 70             | 21                 | 3         |

| Пол    | Укупно                    | Пољопривреда, лов и шумарство | Рибарство                            | Вађење руде и камена | Прерађивачка индустрија       |
| ------ | ------------------------- | ----------------------------- | ------------------------------------ | -------------------- | ----------------------------- |
| Мушки  | 224                       | 8                             | 0                                    | 103                  | 79                            |
| Женски | 112                       | 11                            | 0                                    | 28                   | 33                            |
| УКУПНО | 336                       | 19                            | 0                                    | 131                  | 112                           |
| Пол    | Производња и снабдевање   | Грађевинарство                | Трговина                             | Хотели и ресторани   | Саобраћај, складиштење и везе |
| Мушки  | 6                         | 18                            | 4                                    | 0                    | 2                             |
| Женски | 1                         | 7                             | 5                                    | 11                   | 1                             |
| УКУПНО | 7                         | 25                            | 9                                    | 11                   | 3                             |
| Пол    | Финансијско посредовање   | Некретнине                    | Државна управа и одбрана             | Образовање           | Здравствени и социјални рад   |
| Мушки  | 0                         | 0                             | 3                                    | 0                    | 1                             |
| Женски | 0                         | 1                             | 0                                    | 6                    | 3                             |
| УКУПНО | 0                         | 1                             | 3                                    | 6                    | 4                             |
| Пол    | Остале услужне активности | Приватна домаћинства          | Екстериторијалне организације и тела | Непознато            | Непознато                     |
| Мушки  | 0                         | 0                             | 0                                    | 0                    | 0                             |
| Женски | 5                         | 0                             | 0                                    | 0                    | 0                             |
| УКУПНО | 5                         | 0                             | 0                                    | 0                    | 0                             |